# On the way to PlanetProof
On the way to PlanetProof is een internationaal milieukeurmerk, sinds 2017. Het is een duurzaamheidskeurmerk voor aardappelen, groenten, fruit, zuivel, eieren, bloemen, bloembollen, bomen en planten en bewerkte/verwerkte  producten. Het keurmerk is ontwikkeld en wordt beheerd door Stichting Milieukeur (SMK).

## Nederland
De deels door de Nederlandse overheid gefinancierde stichting Milieu Centraal beoordeelde On the way to PlanetProof in 2019 als behorende tot de tien topkeurmerken. Deze keurmerken stellen eisen aan milieuvriendelijkheid, eerlijke handel en dierenwelzijn en ze controleren de keurmerkgebruikers.
Minister Schouten (Landbouw, natuur en voedselkwaliteit) heeft op 21 juli 2020 Kamervragen beantwoord over de meerwaarde van certificatie en de kosten die er voor telers mee gemoeid zijn. Het keurmerk telt op dit moment ruim 2.800 deelnemers.

## Uitgangspunten
Het keurmerk stelt eisen op het vlak van:  
- Energie & Klimaat
- Gewasbescherming
- Biodiversiteit & Landschap
- Bodemkwaliteit
- Bemesting
- Water
- Materiaalgebruik & Afvalstromen
- Dierenwelzijn & diergezondheid

## Producten met On the way to PlanetProof
On the way to PlanetProof is te vinden op voedingsmiddelen zoals: 
- Fruit: appels, peren, aardbeien, bessen (blauwe, kruis-, kiwi), bramen, frambozen, kersen en pruimen[4]
- Groente: aubergine, courgette, komkommer, paprika, peper, taugé, tomaten, witlof, andijvie, kool, peen, prei, bleek- en knolselderij, sla en spinazie.[4]
- Eieren
- Zuivel
- Bewerkte en verwerkte producten

Daarnaast zijn er ook non-food producten gecertificeerd met On the way to PlanetProof zoals:
- Bloemen: alstroemeria, heesters, Kalanchoë, orchideeën, rozen, tulpen,
- Planten: vaste planten
- Bomen: fruitbomen, kerstbomen
- Bloembollen: fresia's, tulpen, hyacinten, lelies, narcissen, irissen, krokussen[5][6]

## Internationaal
Het keurmerk helpt mee om doelgericht aan Sustainable Development Goals te werken. Dit zijn 17 duurzaamheidsdoelen om van de wereld een betere plek te maken in 2030. Het keurmerk voor plantaardige producten staat gelijk aan het gouden niveau van de 'Farm Sustainability Assessment' (FSA) van het platform Sustainable Agriculture Initiative (SAI).